# Лукас Сілва
Лукас Сілва (порт. Lucas Silva, нар. 16 лютого 1993, Бом-Жезус-де-Гояс) — бразильський футболіст, півзахисник клубу «Крузейру».
Виступав, зокрема, за клуби «Крузейру», «Крузейру» та «Греміо», а також молодіжну збірну Бразилії.
Дворазовий переможець Ліги Мінейро. Дворазовий чемпіон Бразилії. Дворазовий володар Кубка Бразилії.

## Клубна кар'єра
Народився 16 лютого 1993 року в місті Бом-Жезус-де-Гояс.
У дорослому футболі дебютував 2012 року виступами за команду «Насьйональ-МГ». 
Своєю грою за цю команду привернув увагу представників тренерського штабу клубу «Крузейру», до складу якого приєднався 2012 року. Відіграв за команду з Белу-Орізонті наступні три сезони своєї ігрової кар'єри.
Згодом з 2015 по 2017 рік грав у складі команд «Реал Мадрид» та «Марсель».
У 2017 році повернувся до клубу «Крузейру». Цього разу провів у складі його команди два сезони. Більшість часу, проведеного у складі «Крузейру», був основним гравцем команди.
З 2020 року три сезони захищав кольори клубу «Греміо». Граючи у складі «Греміо» також здебільшого виходив на поле в основному складі команди.
До складу клубу «Крузейру» приєднався 2023 року.

## Виступи за збірні
Протягом 2012–2014 років залучався до складу молодіжної збірної Бразилії. На молодіжному рівні зіграв у 12 офіційних матчах, забив 3 голи.

## Титули і досягнення

### Командні
- Переможець Ліги Мінейро (2):

«Крузейру»: 2014, 2018
- Чемпіон Бразилії (2):

«Крузейру»: 2013, 2014
- Володар Кубка Бразилії (2):

«Крузейру»: 2017, 2018

### Особисті
- Срібний м'яч (Бразилія): 2014
- Премія Craque do Brasileirão: 2014